# Nic Bal
Nicolaas (Nic) Bal (Vilvoorde, 3 april 1916 - Ukkel, 12 april 1999) was een Vlaams verzetsstrijder tijdens de Tweede Wereldoorlog, journalist en programmadirecteur televisie bij de BRT (1972-1980).

## Biografie

### Jeugd
Bal was afkomstig uit een arbeidersmilieu. Hij werd gevormd door de Rode Valken en het cultuursocialisme van de Centrale Voor Arbeidersopvoeding. Hij werd als autodidact journalist voor de krant Le Peuple, waar hij zich onderwees door de ganse documentatiedienst door te nemen. Via deze zelfstudie wist Bal toch zijn universiteitsdiploma journalist te halen.

### Verzet tijdens de Tweede Wereldoorlog
Tijdens de Tweede Wereldoorlog was Bal actief in het verzet. Hij publiceerde o.m. in het clandestiene socialistische blad Morgenrood en werkte samen met Camille Van Euckem, François De Troyer, Freddy Legrand, Louis Major en Ernest Piot. Bal bleef zijn ganse leven een overtuigd socialist, maar werd nooit lid van de Belgische Socialistische Partij.

### Radiocarrière
Bal begon zijn carrière na de bevrijding als radioverslaggever bij het NIR. Hij reisde toen als reporter vrijwel heel Europa af, waaronder Berlijn.

### Televisiecarrière
Ter voorbereiding van de eerste uitzending van de Vlaamse openbare televisie-omroep bezocht Bal in 1951 samen met Rik Van den Abbeele en Bert Janssens zowel de BBC in Groot-Brittannië als de NTS in Nederland. In 1953, nadat de zender was opgericht, werd Bal benoemd tot sectiehoofd Informatie. Hij werkte mee aan de eindredactie van het journaal en de actualiteitenrubriek Panorama. Volgens weerman Armand Pien was Bal ook degene die op het idee kwam om aan elke journaaluitzending ook het weerbericht te koppelen, zoals men dat bij de BBC ook deed. Bal ontdekte ook samen met Paul Van Dessel cabaretier Tony Corsari toen deze in het Apollotheater in Antwerpen toerde en boden hem hierna een contract aan als televisiepresentator.
Vanaf 1955 was Bal adjunct directeur-generaal van het NIR onder Bert Leysen. Toen Leysen in 1959 en administrateur-generaal Jan Boon in 1960 overleden vond er een machtswisseling plaats aan de top van de BRT. Paul Vandenbussche werd de nieuwe administrateur-generaal, terwijl Bert Janssens programmadirecteur televisie werd. Nic Bal werd tot directeur van de culturele uitzendingen benoemd. Toen Janssens in 1973 overleed werd Bal programmadirecteur televisie. Vanaf 1980 tot zijn pensioen in 1981 was hij directeur-generaal.
In 1960 becommentarieerde Bal het Eurovisiesongfestival.
Bals socialistische standpunten brachten hem geregeld in aanvaring met de zeer conservatieve katholieke administrateur-generaal van de BRT; Paul Vandenbussche.

### Film
Bal hield zich ook actief bezig met film. Hij leidde de coproductie van André Delvaux' De man die zijn haar kort liet knippen (1966), evenals Roland Verhaverts De Loteling (1973). Voor laatstgenoemde film schreef Bal ook de screenplay.

## Overlijden
Bal is overleden in Brussel, 12 april 1999.

## Meer informatie
- http://www.marxists.org/nederlands/bal/index.htm
- http://www.marxists.org/nederlands/bal/1960/1960illegaliteit.htm
- https://ronnydeschepper.com/2019/04/12/nic-bal-1916-2007/